# Emin (Świdno)
Emin – kolonia wsi Świdno, położona  w Polsce, w województwie mazowieckim, w powiecie węgrowskim, w gminie Wierzbno.
W latach 1975–1998 miejscowość należała administracyjnie do województwa siedleckiego.